# سارا فورستیه
سارا فورستیه (زاده ۴ اکتبر ۱۹۸۶) بازیگر، کارگردان و فیلمنامه‌نویس فرانسوی است که تاکنون موفق شده دو بار (۲۰۰۳ و ۲۰۱۱) جایزه سزار را دریافت کند.

## زندگی حرفه‌ای
در سال ۲۰۰۳ برای درخشش در فیلم بازی عشق و شانس جایزه امید سزار که متعلق به بازیگران جوان است را به خودش اختصاص دهد. در سال ۲۰۱۱ نیز برای بازی در به نام عشق برنده جایزه سزار بهترین بازیگر نقش اول زن شد.

## فیلم‌شناسی

### بازیگر
| سال  | فیلم                  | نقش          | کارگردان         | توضیحات |
| ---- | --------------------- | ------------ | ---------------- | ------- |
| ۲۰۰۴ | بازی‌های عشق و سرنوشت  |              |                  |         |
| ۲۰۰۵ | شجاعت عاشق            | سالومه       | کلود للوش        |         |
| ۲۰۰۵ | چند می‌گیری عاشقم بشی؟ | موگت         | برتران بلیه      |         |
| ۲۰۰۵ | دوزخ                  |              | برونو شیشه       |         |
| ۲۰۰۶ | آستریکس و وایکینگ‌ها   | آبا (صدا)    |                  |         |
| ۲۰۰۶ | چند روز در سپتامبر    | اورلاندو     | سانتیاگو آمیونرا |         |
| ۲۰۰۶ | قصه یک آدمکش          | جین          | تام تیکور        |         |
| ۲۰۰۷ | هر کس سینمای خودش     | دختر سینما   | رومن پولانسکی    |         |
| ۲۰۰۹ | انسان                 | نادیا        | ژک-الیور ملون    |         |
| ۲۰۰۹ | علف‌های وحشی           | الودی        | آلن رنه          |         |
| ۲۰۰۹ | ویکتور                | آلیس         | توماس گیلو       |         |
| ۲۰۱۰ | به نام عشق            | بایا بن‌محمود | میشل لکلرک       |         |
| ۲۰۱۰ | گینزبوگ               | فرانس گال    | جان اسفار        |         |
| ۲۰۱۲ | شب‌های پاریس           | لورنس درای   |                  |         |
| ۲۰۱۲ | تلویزیون دزد          | کلارا        | میشل لکلرک       |         |
| ۲۰۱۳ | سوزان                 | سوزان مروسکی | کتل کیله‌وره      |         |
| ۲۰۱۳ | عشق یک جرم کامل است   | آنی          |                  |         |
| ۲۰۱۳ | نبرد عشق              | ژک دیلون     |                  |         |
| ۲۰۱۵ | سربلند                | سورین        |                  |         |

### فیلمساز
| سال  | عنوان      | عنوان | عنوان    | یادداشت    |
| سال  | عنوان      | مدیر  | فیلمنامه | یادداشت    |
| ---- | ---------- | ----- | -------- | ---------- |
| ۲۰۰۸ | یک، دو، تو | آری   |          | فیلم کوتاه |
| ۲۰۰۹ | تی من      | آری   |          | فیلم کوتاه |
| ۲۰۱۶ | ام         | آری   | آری      |            |

## جوایز
- ۲۰۰۴: جایزه بهترین بازیگر زن از فستیوال فیلم‌های عاشقانه مون برای بازی در بازی‌های عشق و سرنوشت
- ۲۰۰۴: جایزه سوزان بیانشتی
- ۲۰۰۵: جایزه بهترین بازیگر زن از فستیوال ستاره طلا برای بازی در بازی‌های عشق و سرنوشت
- ۲۰۰۵: جایزه امید از فستیوال سزار برای بازی در بازی‌های عشق و سرنوشت
- ۲۰۰۵: جایزه شوتینگ استارز از جشنواره بین‌المللی فیلم برلین
- ۲۰۱۱: جایزه بهترین بازیگر نقش اول زن برای بازی در به نام عشق
- ۲۰۱۱: جایزه بهترین بازیگر زن از فستیوال ستاره طلا برای بازی در به نام عشق
- ۲۰۱۳: جایزه بهترین بازیگر از فستیوال فیلم‌های فرانسوی زبان آنگولم برای بازی در سوزان
- ۲۰۱۳: جایزه بهترین بازیگر از جشنواره جشنواره بین‌المللی فیلم تسالونیکی برای بازی در سوزان
- ۲۰۱۳: برنده جایزه بنیاد گان برای فیلم خودش «ام»[۱]

## عناوین دیگر
- شوالیه هنر و ادبیات (۲۰۱۶)[۲]